# Nándor Hidegkuti
Nándor Hidegkuti [ˈnaːndor ˈhidɛkːuti], född 3 mars 1922, död 14 februari 2002 var en ungersk fotbollsspelare (anfallare), främst känd som center i det ungerska landslag som under några år på 1950-talet ansågs närapå oslagbart.
Hidegkuti vann OS-guld med sitt Ungern 1952 och spelade VM-final två år senare där det dock blev förlust mot Västtyskland.

## Karriären

### I landslaget
Mellan 1945 och 1958 spelade Hidegkuti 69 landskamper och gjorde 39 mål för det ungerska landslaget. Han deltog i två VM-turneringar (VM 1954 och VM 1958) och var med i det guldvinnande laget i OS 1952.

#### De mäktiga ungrarna
I mitten av 1950-talet ansågs det ungerska landslaget vara det i särklass bästa fotbollslaget i världen och man var jättefavoriter att vinna VM 1954. England hade 1953 och våren 1954 besegrats med 6-3 på Wembley och 7-1 i en returmatch i Ungern. "The Mighty Magyars" (de mäktiga ungrarna), som man kallades, hade inte förlorat en match på åratal inför VM-finalen 1954 och vid Olympiska sommarspelen 1952 i Helsingfors hade man vunnit ett lika solklart som väntat OS-guld.

#### Speciell roll
Ungrarnas överlägsenhet ansågs bygga på ett nytt spelsystem där centern i anfallet hade en nyckelroll. Denna position besattes av Nándor Hidegkuti. Det nya var att centern spelade lite tillbakadraget och blev vad man med dagens term skulle kalla "släpande" anfallare.
Tillsammans med vänsterinnern Ferenc Puskas och högerinnern Sandor Kocsis bildade Hidegkuti en fruktad trio som stod för merparten av det ungerska landslagets mål under första delen av 1950-talet. Trots dominans av världsfotbollen under flera års tid fick Ungern dock aldrig vinna VM. I en av de största skrällarna i fotbolls-VM någonsin besegrades man av Västtyskland med 3-2 i finalen 1954. I gruppspelet då lagen också möttes hade ungrarna utklassat de blivande världsmästarna med 8-3.

### I klubblag
På klubbnivå spelade Hidegkuti nästan hela karriären i klubben MTK i sitt hemland, där han vann ligan tre gånger. Efter karriärens slut flyttade han till väst och som tränare ledde han Fiorentina till seger i Cupvinnarcupen 1961.

## Eftermäle

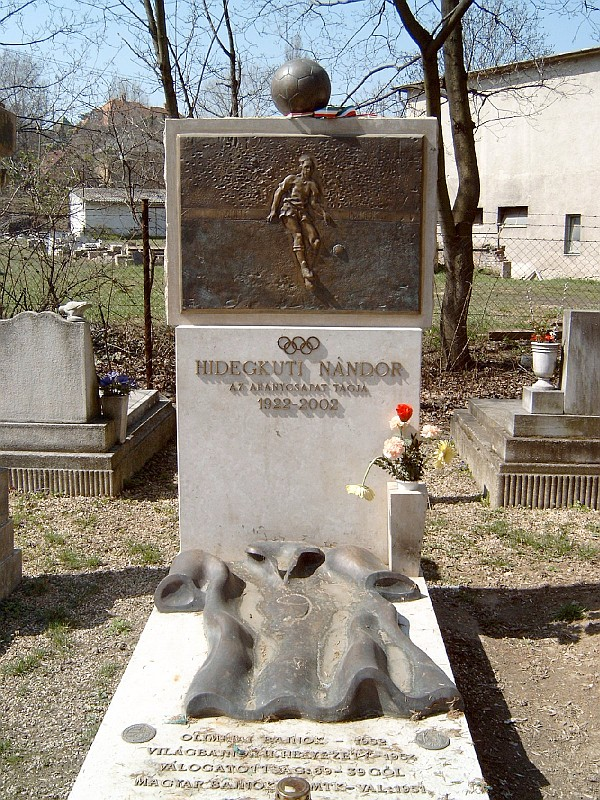
Hidegkutis grav i Budapest

För att hedra minnet av Hidegkuti heter idag MTK:s stadion Nándor Hidegkuti Stadion.